# Brando Badoer
Brando Badoer (Montebelluna, 15 de setembro de 2006) é um automobilista italiano que atualmente compete no Campeonato de Fórmula 3 da FIA pela equipe Prema Racing. Ele é filho do ex-piloto de Fórmula 1 Luca Badoer.

## Carreira

### Fórmula Regional
Durante a pré-temporada, Badoer competiria no Campeonato de Fórmula Regional do Oriente Médio de 2024 com a equipe PHM AIX Racing. Ele conquistou três pódios, ficando em décimo na classificação.
Badoer subiria para o Campeonato de Fórmula Regional Europeia, competindo com a equipe Van Amersfoort Racing.

### Fórmula 3
Em outubro de 2024, Badoer foi anunciado para competir pela equipe Prema Racing no Campeonato de Fórmula 3 da FIA de 2025, ao lado de Noel León e Ugo Ugochukwu.

### Fórmula 1
Em outubro de 2023, Badoer foi nomeado piloto opcional do Programa de Desenvolvimento de Pilotos da McLaren pela duração de um ano. Esta opção foi posteriormente exercida em outubro de 2024, quando ele se juntou ao Programa de Desenvolvimento de Pilotos da McLaren.